# Batalha de Sio

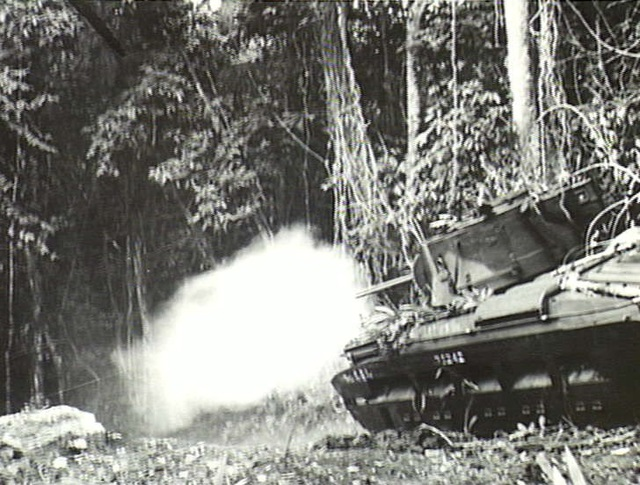
Um tanque Matilda australiano abrindo fogo contra posições japonesas.

A Batalha de Sio foi um confronto militar travado entre dezembro de 1943 e março de 1944, quando as tropas do general Douglas MacArthur perseguiam as forças japonesas durante a campanha da Península de Huon, como parte de uma operação maior na Nova Guiné durante a Segunda Guerra Mundial.
Após a derrota do exército imperial japonês na batalha de Sattelberg, o exército australiano avançou nas posições japonesas na região de Finschhafen. Forças americanas, por terra, ar e pela água com os navios PT da marinha, e tropas australianas lançaram uma ofensiva pelas linhas do sistema logístico do exército japonês levando-os a beira do colapso. Os militares japoneses passaram a sofrer com falta de mantimentos, além de doenças, desnutrição e privações. Os aliados também tiveram problemas com suprimentos, devido ao terreno ruim e situações climáticas adversas.
Tropas australianas e papuas avançaram ao longo da costa da Península de Huon, usando infantaria, tanques e aviões contra as posições japonesas, que estavam princialmente nas beiras dos riachos da região. O avanço era apoiado com artilharia, causando devastação contra o exército do Japão. O grande poder de fogo dos aliados sobrepujou o inimigo e infligiu pesadas baixas nos japoneses. Os australianos então se juntaram aos americanos em Saidor, na província de Madang. Centenas de japoneses foram mortos em combate (algumas fontes dizem 1 421 soldados mortos); outras centenas morreram devido a doenças, fome, exaustão e suicídios. Ainda assim uma pequena parte da tropa japonesa conseguiu fugir para lutar outro dia.
Durante o avanço, tropas australianas capturaram materiais de criptografia japonesa. Isso teve um efeito importante no curso da guerra contra o japão no sudoeste do Pacífico, já que permitiu aos criptoanalistas australianos e americanos decifrarem os códigos japoneses e assim ler suas mensagens secretas de rádio.